# Toi et moi (série télévisée)
Pour les articles homonymes, voir Toi et moi.
Toi et moi est une comédie de situation québécoise en 231 épisodes de 25 puis 12 minutes en noir et blanc scénarisée par Janette Bertrand et Jean Lajeunesse et diffusée entre le 11 août 1954 et le 14 juillet 1960 à la Télévision de Radio-Canada.

## Fiche technique
- Scénarisation : Janette Bertrand et Jean Lajeunesse (Selon les crédits officialisés par les contrats de Radio-Canada, au grand dam de Janette Bertrand qui ne considère l'apport de Jean Lajeunesse, quant aux textes, que dans une infime mesure. Voir son auto-biographie, en tant que référence partiale).
- Réalisation : Gérard Chapdelaine, Claude Désorcy, Charles Dumas, Guy Leduc et Pierre Petel
- Société de production : Société Radio-Canada

## Distribution
- Janette Bertrand : Janette
- Jean Lajeunesse : Jean
- Michel Noël : Pierre
- Olivette Thibault : Bedette
- Isabelle Lajeunesse : Isabelle
- Dominique Lajeunesse : Dominique
- Paul Berval : ténor italien
- Juliette Béliveau : marraine
- Aline Caron : compagne du couvent
- Marcel Giguère : laitier
- Olivier Guimond : cousin
- Madeleine Touchette : cousine des États-Unis
- Georges Toupin : patron de Jean

et aussi :
- Maurice Beaupré
- Pierre Boucher
- René Caron
- Jean Coutu
- Eugène Daignault
- Colette Dorsay
- Nini Durand
- Victor Désy
- Denise Filiatrault
- Edgar Fruitier
- Pat Gagnon
- Roger Garand
- Lise L'Heureux
- Juana Laviolette
- Élisabeth Leese
- François Lemenu
- Jacqueline Lemenu
- Jean-Pierre Masson
- Larry Moquin
- Paolo Noël
- Denise Proulx
- Christiane Ranger
- Raymond Royer
- Pierre Valcour